# Ердмуте фон Бранденбург
Ердмуте фон Бранденбург (на немски: Erdmuthe von Brandenburg; * 26 юни 1561, Берлин; † 13 ноември 1623, Щолп) от род Хоенцолерн, е принцеса от Бранденбург и чрез женитба херцогиня на Померания.

## Живот
Дъщеря е на курфюрст Йохан Георг фон Бранденбург (1525 – 1598) и втората му съпруга принцеса Сабина фон Бранденбург-Ансбах (1529 – 1575), дъщеря на маркграф Георг фон Бранденбург-Ансбах-Кулмбах.
Ердмуте се омъжва на 17 февруари 1577 г. в Щетин за херцог Йохан Фридрих от Померания-Щетин (1542 – 1600). Още като 7-годишна тя е сгодена за 26-годишния Йохан Фридрих. Бракът е щастлив, но бездетен.
След смъртта на нейния съпруг на 9 февруари 1600 г. тя живее в дворец Щолп (Слупск).
- Ердмуте фон Бранденбург, 1580
- Дворец Щолп (Слупск)